# Mecaphesa oreades
Mecaphesa oreades là một loài nhện trong họ Thomisidae.
Loài này thuộc chi Mecaphesa. Mecaphesa oreades được Eugène Simon miêu tả năm 1900.